# Pałac w Samborowicach
Pałac w Samborowicach – zabytkowy pałac w Samborowicach – wsi w Polsce, w województwie dolnośląskim, w powiecie strzelińskim, w gminie Przeworno.

## Historia
Obiekt wybudowany w początkach XIX w. o powierzchni 680 m², z wieżę zakończoną hełmem od wschodniej strony, jest częścią zespołu pałacowego, w skład którego wchodzą jeszcze: park z dwoma stawami połączonymi rowem; oficyny mieszkalne, podwórze, folwark, budynki gospodarczo-inwentarzowe.
W ścianie budynku folwarcznego pałacu w Jagielnie znajduje się płycina z kartuszem zawierającym herb hr. von Wartensleben z pałacu w Samborowicach. Prawdopodobnie Otto Bangerow, właściciel w latach 1921-1935, kiedy remontował swój pałac pozbył się kartusza z herbem Victora von Wartenslebena, właściciela w latach 1878-1883. Kartusz mógł zostać przekazany rodzinie Ballestrem z Jagielna, która wmurowała go w ścianę budynku folwarcznego.

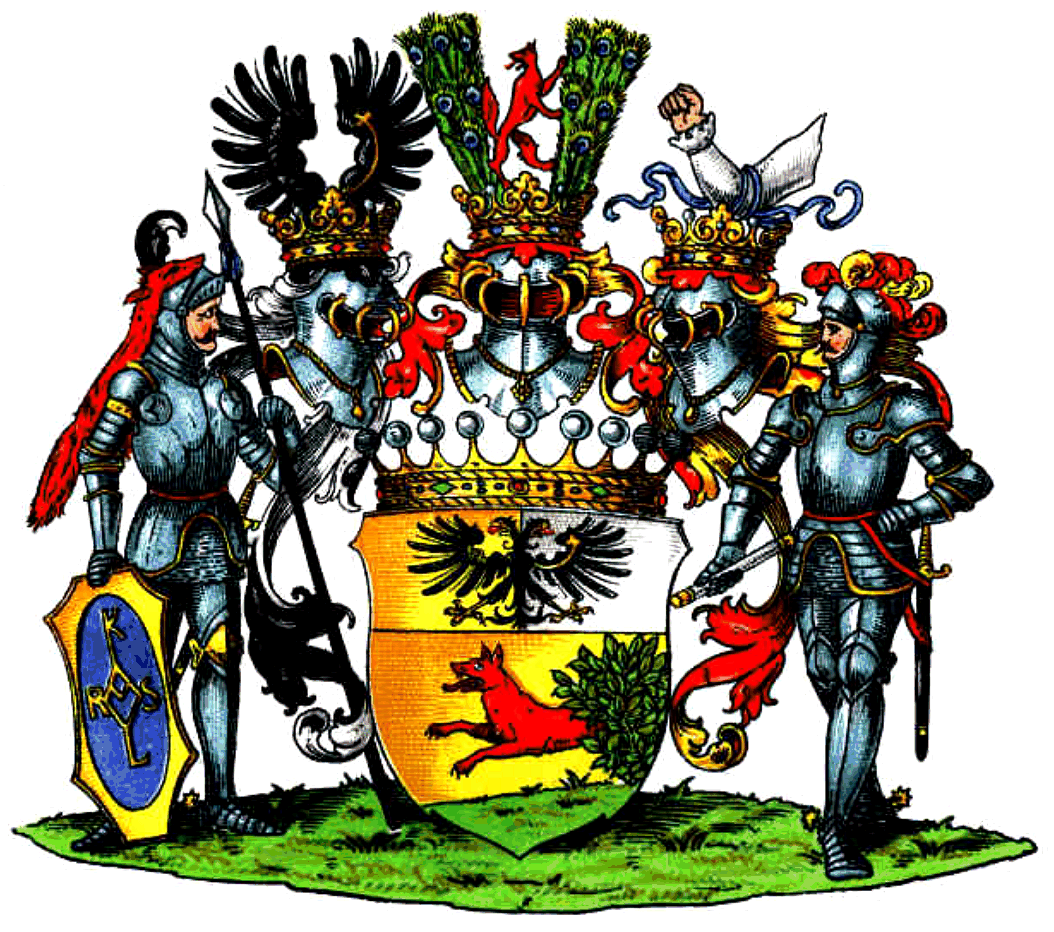
Herb von Wartensleben